# Sachsenring P 240
Der Horch P 240 „Sachsenring“  war ein repräsentativer Oberklasse-Pkw mit Sechszylindermotor, der vom VEB Horch Kraftfahrzeug- und Motorenwerke Zwickau von 1956 bis 1959 hergestellt wurde. Das Fahrzeug wurde zunächst als Horch P 240 vorgestellt und trug dann die Bezeichnung Horch P 240 „Sachsenring“. Nach Umfirmierung in die VEB Sachsenring Kraftfahrzeug- und Motorenwerke Zwickau im Februar 1957 hieß das Modell Sachsenring P 240.

## Geschichte
Am 13. September 1953 erhielt die Horch-Entwicklungsabteilung vom DDR-Ministerium für Maschinenbau den Entwicklungsauftrag für einen neuen PKW. Dabei nutzte man die bereits vorliegenden Ergebnisse aus dem militärischen Entwicklungsthema Kübel P2M und Kommandeurswagen P2L, womit das FEW Chemnitz für die Kasernierte Volkspolizei der DDR beauftragt worden war. Ingenieure im ehemaligen Auto-Union-Werk Siegmar (früher Wanderer) hatten dafür bereits den Sechszylinder-Ottomotor OM6 entwickelt. Als Neu- und Eigenentwicklung brachte dann 1955 der Zwickauer VEB den Horch P 240 heraus. Bereits am 30. Juni 1954 wurde anlässlich des Geburtstags Walter Ulbrichts diesem ein Versuchsmuster präsentiert. Der PKW erhielt 1956 zusätzlich den Namen der nahe gelegenen gleichnamigen Rennstrecke Sachsenring und wurde im gleichen Jahr als Horch P 240 „Sachsenring“ auf der Leipziger Frühjahrsmesse vorgestellt. 1957 wurde wegen des Markenrechtstreits der Modellname auch auf die Horchwerke übertragen, die von nun an zunächst als VEB Sachsenring Kraftfahrzeug- und Motorenwerke Zwickau firmierten.
Neben der Limousine wurden auch einige viertürige Cabriolets für Repräsentationszwecke und ab 1957 im VEB Karosseriewerke Halle auch Kombimodelle hergestellt. Diese Kombifahrzeuge in den Sonderfarben Blau-Weiß waren ausschließlich für den Deutschen Fernsehfunk der DDR bestimmt. Der P240 kam bei Behörden und vereinzelt bei hohen Parteifunktionären zum Einsatz. Der Fahrzeugpreis betrug damals etwa 27.000 DDR-Mark.
Technisch wie optisch entsprach der Sachsenring dem Zeitgeschmack, auf persönlichen Wunsch Ulbrichts sollte dieser mindestens so gut wie der Mercedes 220 werden. Für Werkzeuge und Vorrichtungen wurden zwölf Millionen DDR-Mark investiert. Doch enorme Schwierigkeiten in der Materialversorgung wie auch das Nichtfunktionieren der Zusammenarbeit mit den Zuliefererbetrieben hatten zur Folge, dass dieses Ziel deutlich verfehlt wurde. Auch der vom ZK der SED deutlich verfrüht angesetzte Präsentationstermin des Fahrzeugs zum Geburtstag Ulbrichts 1954 hatte der Entwicklungsarbeit von Anbeginn einen ungünstigen Drall gegeben. Erst im August 1957 wurde die Freigabe zur Serienproduktion erteilt. Dabei war das Fahrzeug selbst zu diesem Zeitpunkt noch lange nicht ausgereift und von zahlreichen Mängeln geplagt. So kam es gar, dass die Erteilung eines Gütezeichens für den P 240 seitens des DAMW verweigert wurde. Die unzureichende Qualität wurde den Abnehmern der Wagen schnell bewusst, so rügte unter anderem das Ministerium für Staatssicherheit die Unzuverlässigkeit und zahlreichen Mängel des Sachsenrings. Die im Januar 1954 vorausgeplante jährliche Produktion für 1956 von 6000 und für 1957 von 9000 PKW erwies sich angesichts der massiven Entwicklungsprobleme als völlig unrealistisch.
Es kam zu einer Exportsperre, und die zur Erweiterung der Produktionskapazität erforderlichen Investitionen wurden zurückgefahren. Schließlich sah sich die DDR-Führung zur Produktionseinstellung des P240 veranlasst, um dafür den weitaus kostengünstigeren Import des sowjetischen GAZ M-21 Wolga und – für die Regierung der DDR – Fahrzeuge vom Typ GAZ-13 Tschaika zu forcieren. Zudem erschien nun dringlicher, wenigstens den Trabant auf einen erfolgreichen Weg zu bringen, wofür dringend Kapazitäten benötigt wurden. 1959 wurde die Produktion des P 240 eingestellt. Der Motor des P240 wurde im Geländewagen IFA P3 (bzw. Sachsenring P3) und später in überarbeiteter Form auch im Paradefahrzeug Sachsenring P240 Repräsentant der Nationalen Volksarmee der DDR verbaut. Heute existieren nur noch wenige gut erhaltene Exemplare. Die Gesamtproduktion von 1956 bis 1959 betrug 1382 Fahrzeuge, wovon einige auch exportiert wurden.

## Entwicklungsstufen
Die erste Entwicklungsstufe des Horch P240 trug über dem senkrecht orientierten Kühlergrill die alten Markenzeichen; das gekrönte H (Horch) und die geflügelte Weltkugel. Die seitlichen waagrecht verlaufenden Zierleisten waren wie der Kühlergrill verchromt. Die vorderen Blinker waren rund.
Ab der zweiten Entwicklungsstufe 1955/1956 wurden vordere und hintere Seitenteile verlängert. Der Wagen erhielt hinten flossenartige Kombi-Leuchten, vorn breite, herumgezogene Blinkleuchten und einen Kühlergrill mit waagerechter Linienführung. Neben den Horch-Markenzeichen wurde die Modellbezeichnung „Sachsenring“ eingeführt, die als seitlicher Chrom-Schriftzug hinzugefügt wurde.
Die dritte Entwicklungsstufe 1957/1958 weist äußerlich zum Vorgänger nur geringe Unterschiede auf. Ein besonderes Merkmal sind geschwungene statt gerade Seitenzierleisten. Da ab Februar 1957 den Horchwerken durch die westdeutsche Auto-Union GmbH das Führen der Horch-Markensymbole gerichtlich untersagt wurde, wurde nun als Emblem ein S-Symbol im Kreis (S für Sachsenring) auf der Haube über dem Kühlergrill verwendet. Erst ab diesem Zeitpunkt trug der PKW die Modellbezeichnung Sachsenring P240.
Der im Ambiente eines Leipziger Herbstmessestandes im August-Horch-Museum Zwickau ausgestellte P240 ist eine Kombination aus zweiter und dritter Entwicklungsstufe.

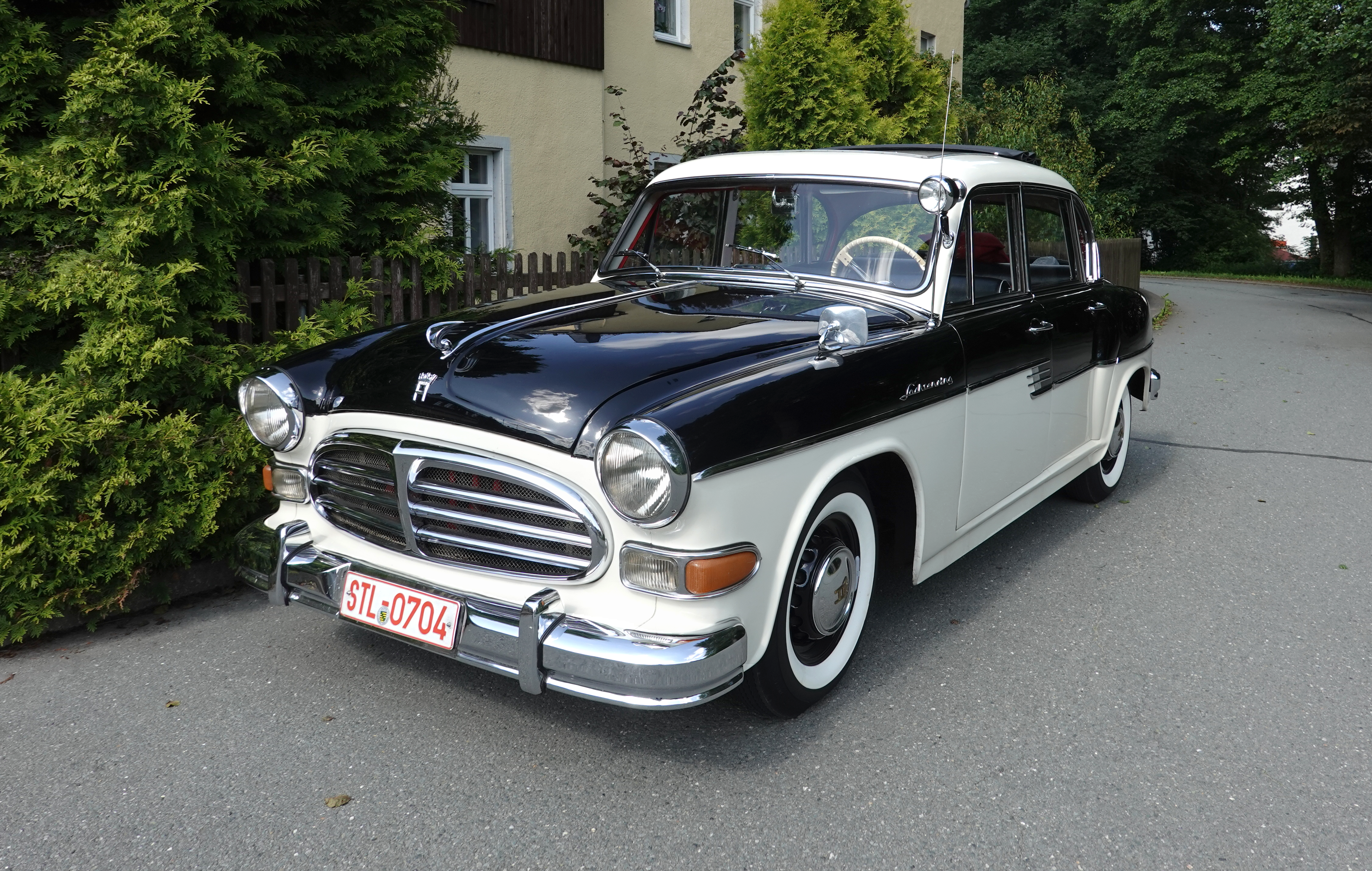
Horch P 240 „Sachsenring“ aus der zweiten Entwicklungsstufe
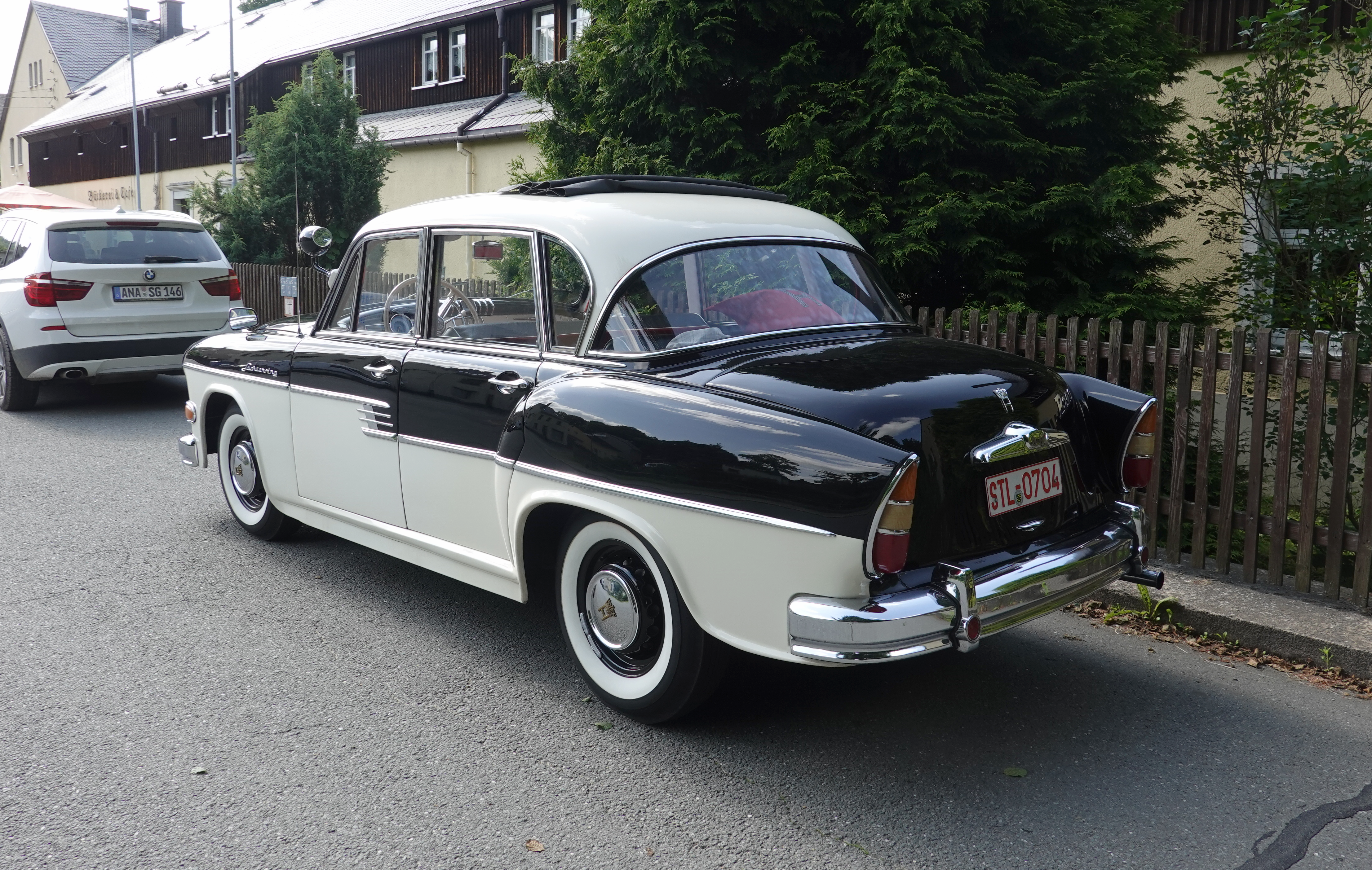
Heckansicht (zweite Entwicklungsstufe)
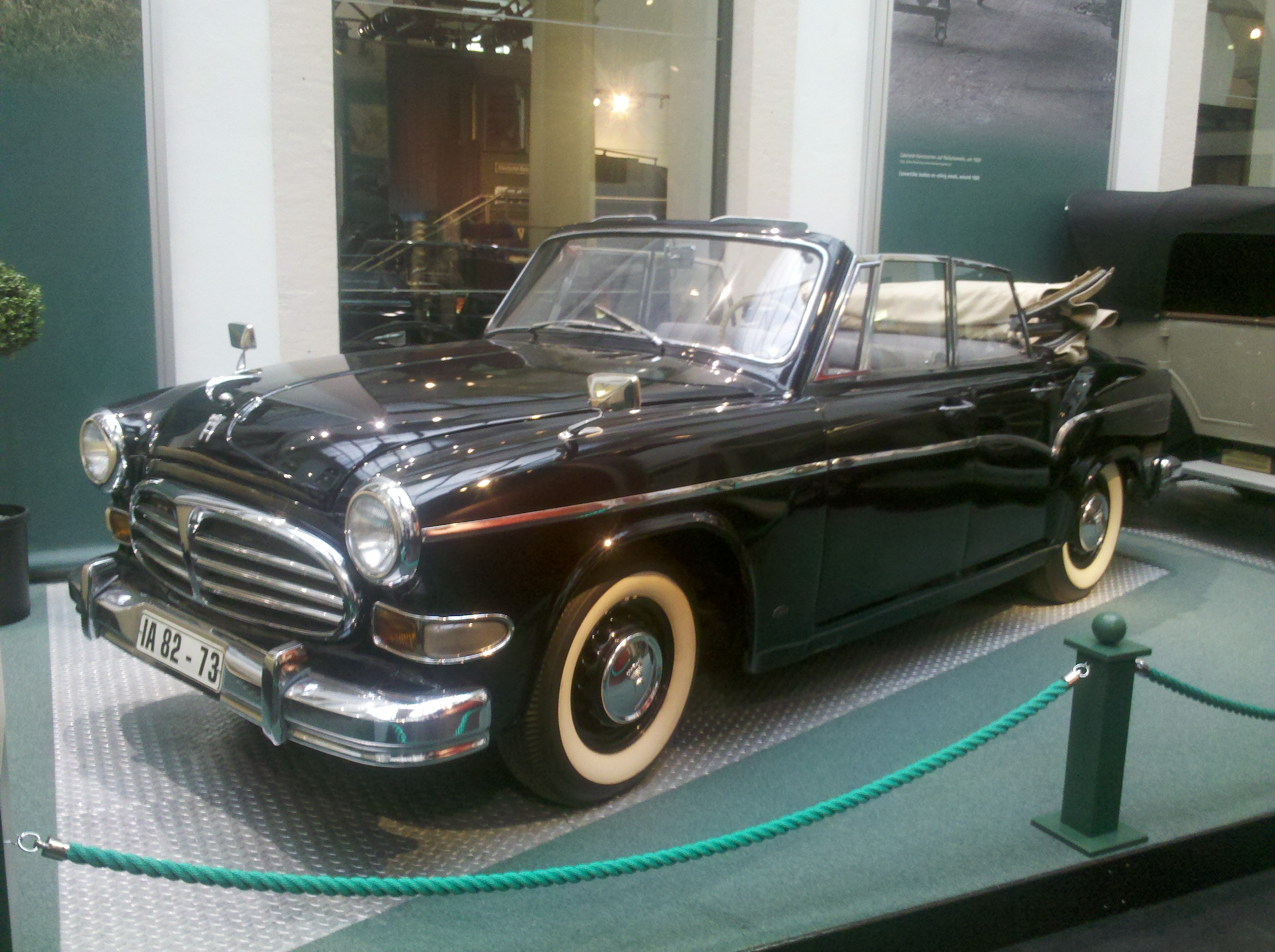
Horch P240 Cabriolet
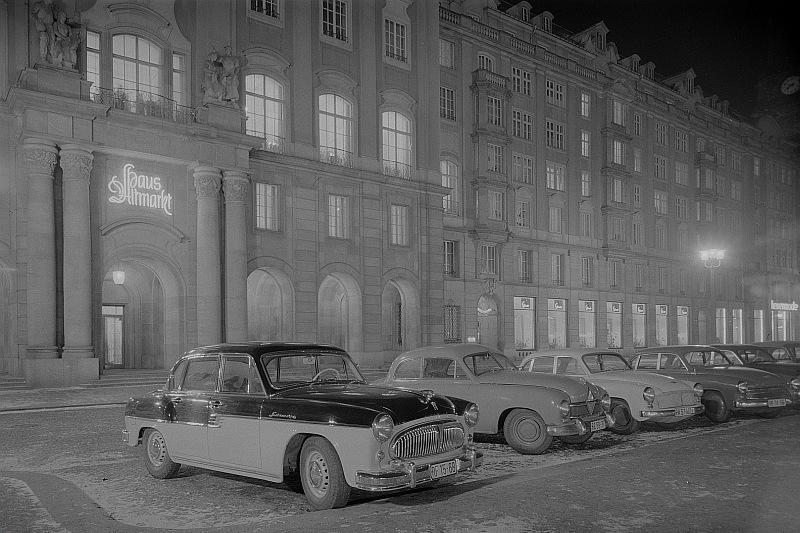
Horch P240 „Sachsenring“ (Limousine 1957)
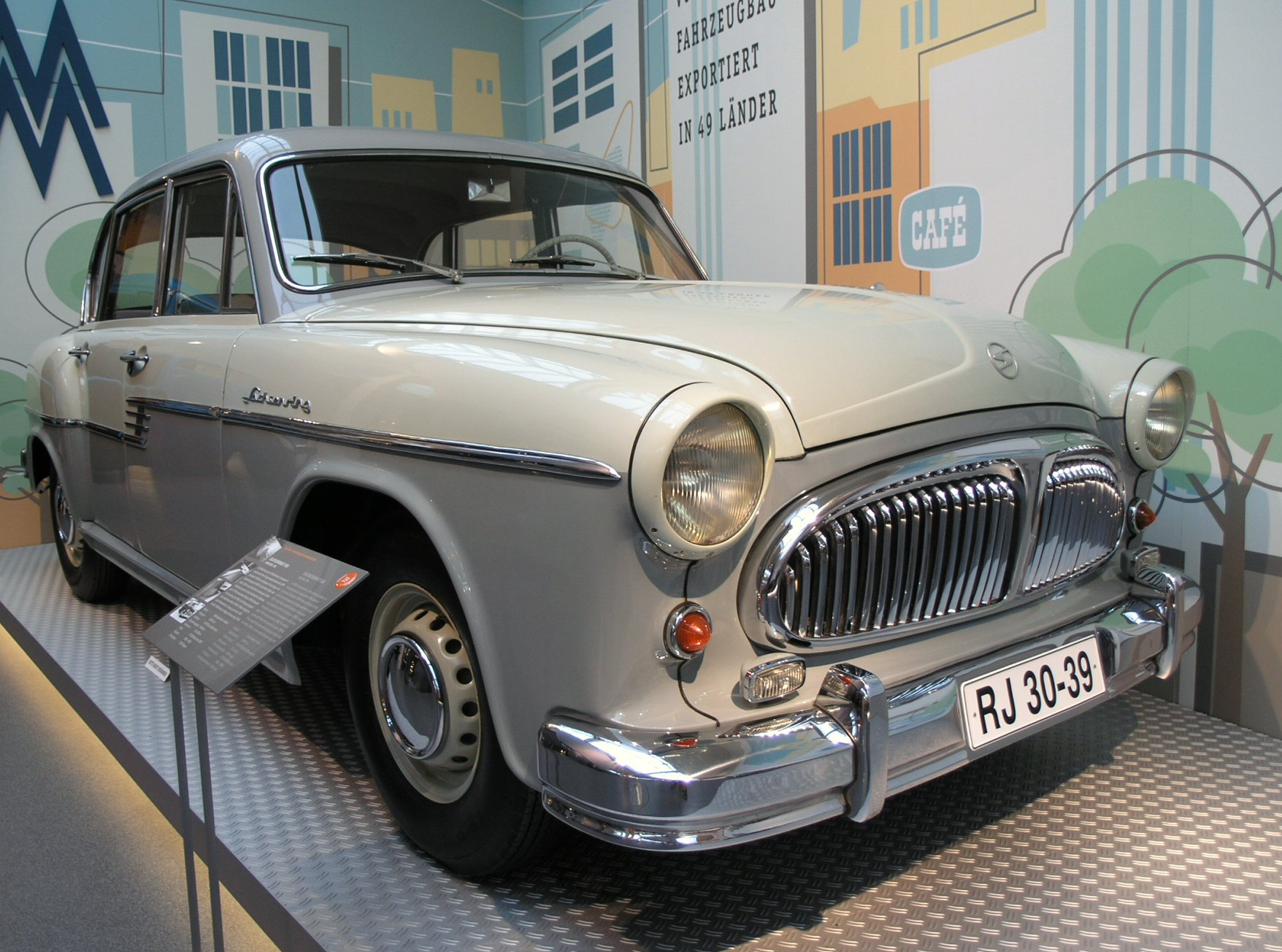
Sachsenring P240 (Limousine 1957)
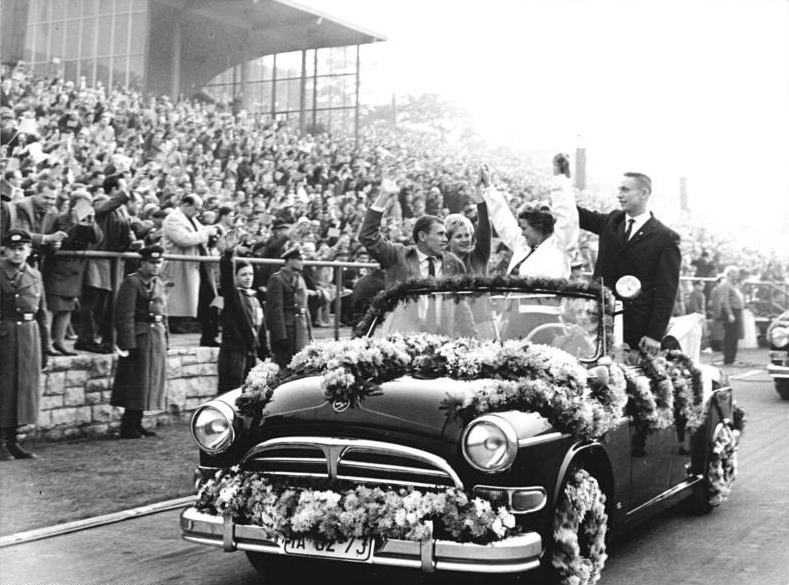
Sachsenring P240 Cabrio mit Gagarin und Tereschkowa (Berlin 1963)
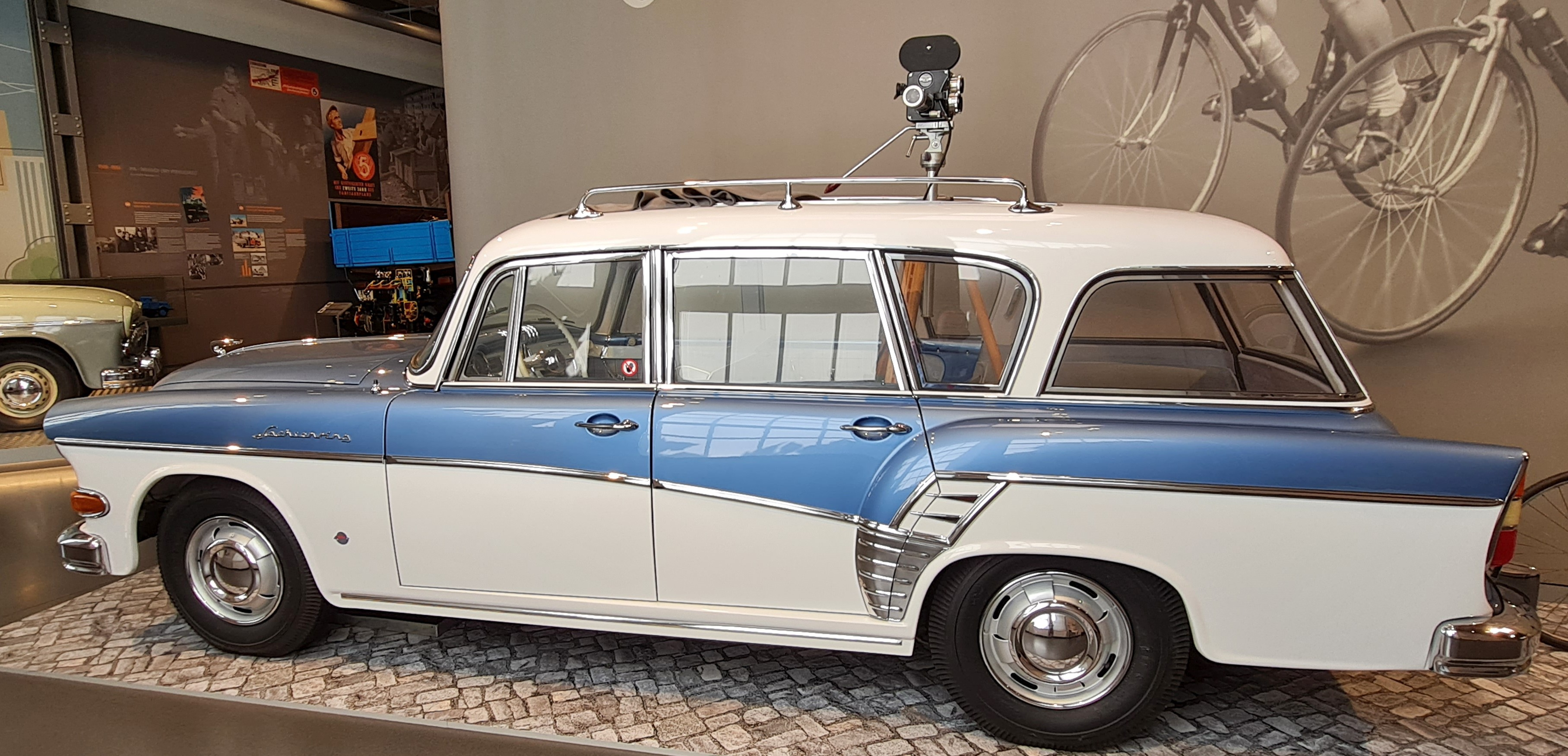
Sachsenring P 240 Kombi

## Sachsenring Repräsentant
Anlässlich des Staatsfeiertags „20 Jahre DDR“ am 7. Oktober 1969 wurden fünf viertürige Cabriolets unter dem Namen Sachsenring P 240 Repräsentant für die NVA gebaut, die diese in Auftrag gegeben hatte. Dieses Fahrzeug erhielt eine neu gestaltete zeitgemäße Karosserie. Das Fahrgestell war im Wesentlichen mit dem des P240 identisch. Der Motor war geringfügig weiterentwickelt und modifiziert worden. Die Karosserie wurde im VEB Karosseriewerk Dresden gefertigt. Vier der Fahrzeuge kamen bei den Feierlichkeiten zum 20. Jahrestag der DDR im Rahmen einer Militärparade zum Einsatz, eines diente als Ersatzfahrzeug. Später waren bei Militärparaden in der Regel immer nur zwei der Fahrzeuge zu sehen.

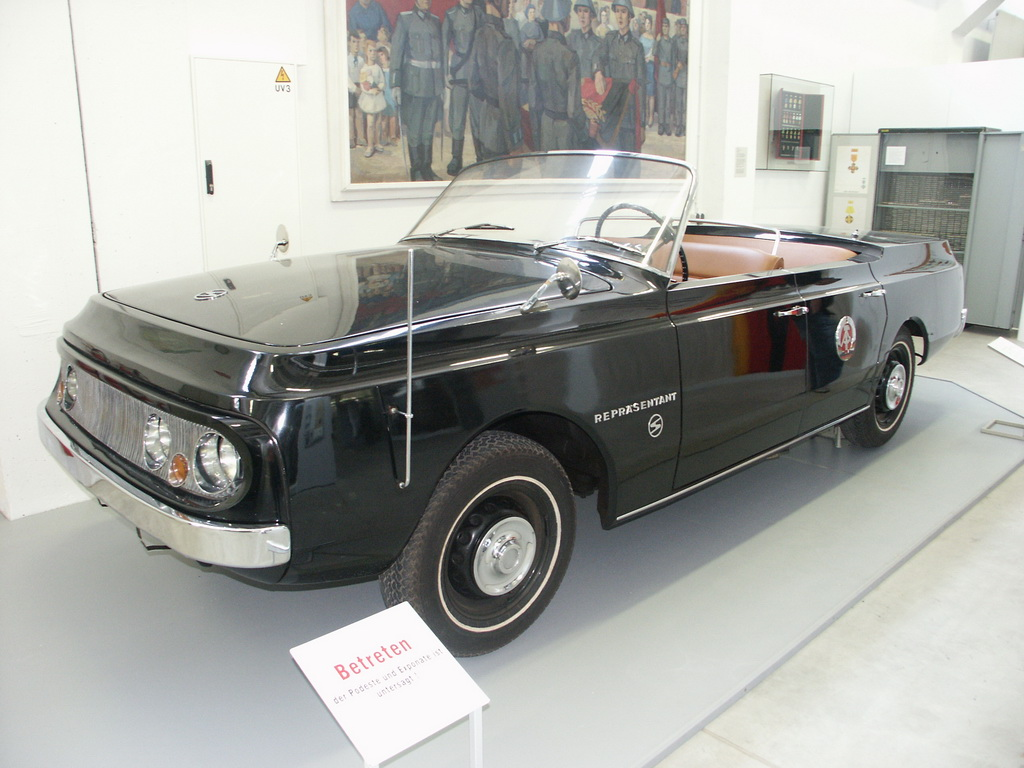
Sachsenring Repräsentant im Militärhistorischen Museum der Bundeswehr in Dresden
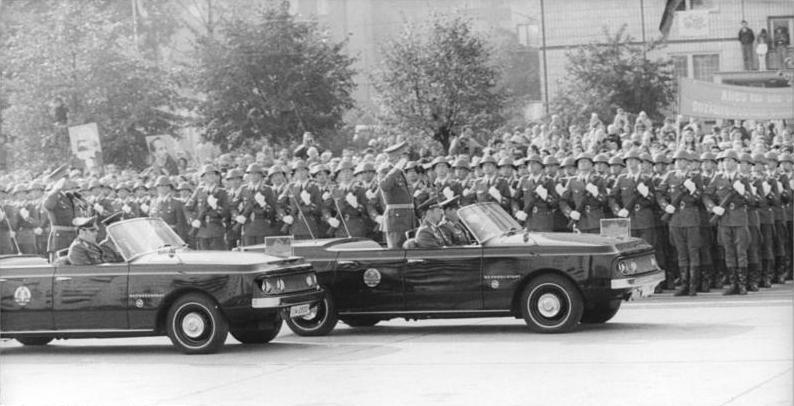
Sachsenring P240 „Repräsentant“ bei einer Parade zum 25. Jahrestag der DDR
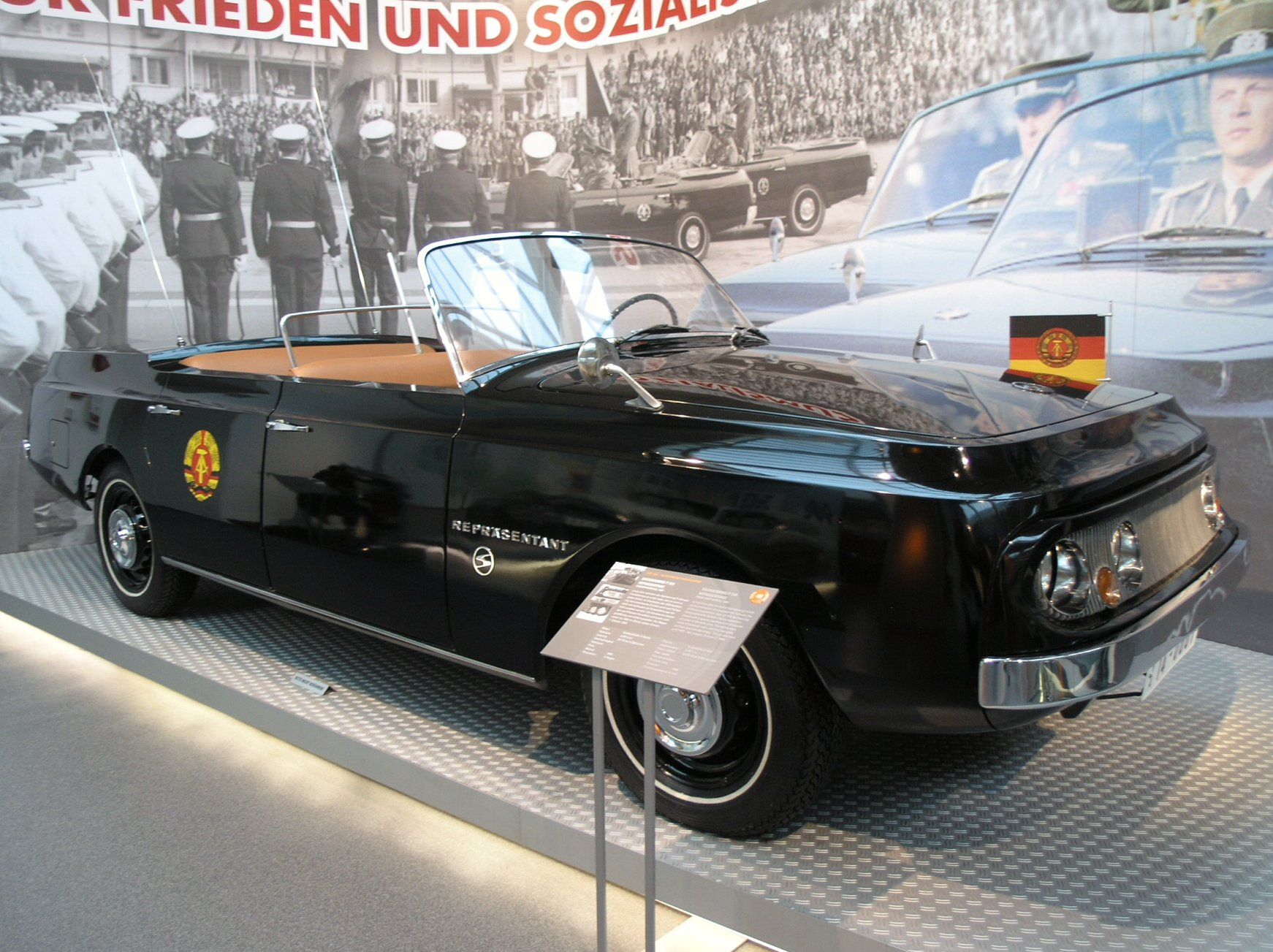
Sachsenring Repräsentant im August-Horch-Museum in Zwickau
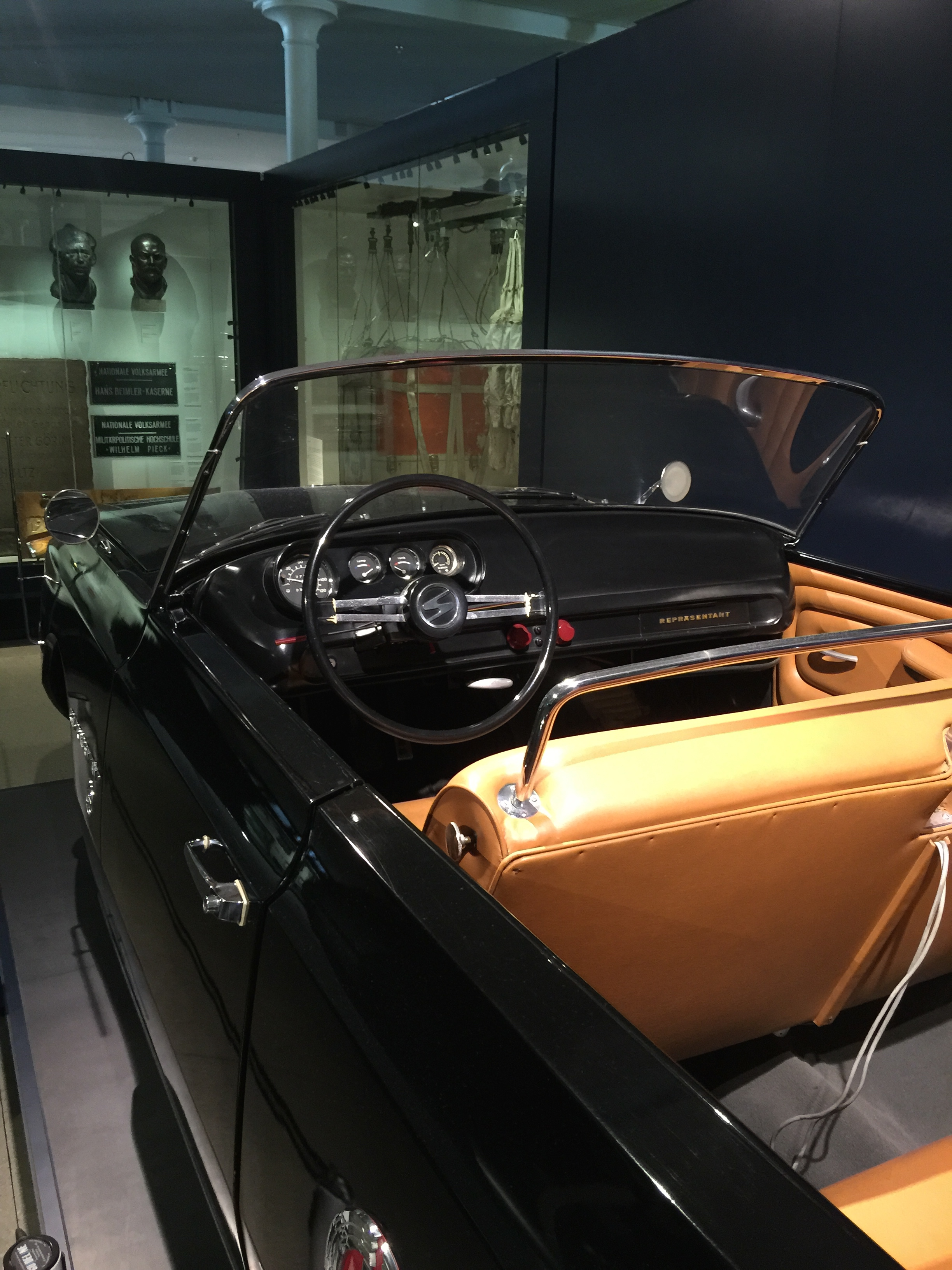
Sachsenring P 240 „Repräsentant“ im Militärhistorischen Museum der Bundeswehr in Dresden

## Technische Daten
| Modell                | P 240                                                            |
| --------------------- | ---------------------------------------------------------------- |
| Motor                 | Sechszylinder-Reihen-Viertakt-Ottomotor, Typ OM6-42,5            |
| Hubraum               | 2407 cm³                                                         |
| Bohrung × Hub         | 78 × 84 mm                                                       |
| Nennleistung          | 59 kW (80,2 PS) bei 4000/min                                     |
| max. Drehmoment       | 17 kpm (166,7 Nm) bei 1500/min                                   |
| Gemischbildung        | ein Flachstromvergaser                                           |
| Verdichtung           | 7,1 : 1                                                          |
| Getriebe              | synchronisiertes Vierganggetriebe, auf Hinterräder wirkend       |
| Fahrgestell           | Leiterrahmen aus Kastenprofilen, nicht selbsttragende Karosserie |
| Karosserie            | Ganzstahlkarosserie, Viertürer                                   |
| Federung              | Drehstabfederung vorn und hinten                                 |
| Leergewicht           | 1480 kg                                                          |
| Maße L × B × H        | 4735 mm × 1780 mm × 1600 mm                                      |
| Höchstgeschwindigkeit | 140 km/h                                                         |
| Kraftstoffverbrauch   | 11–13 l/100 km                                                   |